# 7845 Mckim
7845 Mckim eller 1996 AC är en asteroid i huvudbältet som upptäcktes den 1 januari 1996 av den japanska astronomen Takao Kobayashi vid Ōizumi-observatoriet. Den är uppkallad efter den brittiske astronomen Richard McKim.
Asteroiden har en diameter på ungefär 13 kilometer och den tillhör asteroidgruppen Theobalda.